# Piece of Time
Piece of Time er det amerikanske tekniske dødsmetal-band Atheists debutalbum. Selvom indspilningerne allerede var færdiggjorte i 1988, blev det ikke officielt udgivet før 1990 i USA. Årsagen til problemet skyldtes at Atheists pladeselskab Mean Machine Records var gået konkurs, og derved måtte bandet lede efter et nyt pladeselskab. Til sidst skrev de kontrakt med det britiske Active Records, som udgav gruppens debutalbum i Europa kort tid efter. Der gik dog endnu seks måneder før Piece of Time kunne blive udgivet i USA, efter Metal Blade Records havde købt rettighederne til salget på det amerikanske marked af Active Records, og derved blev det udgivet i november 1990. 
Piece of Time er det eneste Atheist-album med bassisten Roger Patterson, selvom han også skrev mange af bassporene på Unquestionable Presence.

## Spor
1. "Piece of Time" – 4:30
2. "Unholy War" – 2:19
3. "Room With a View" – 4:06
4. "On They Slay" – 3:39
5. "Beyond" – 3:00
6. "I Deny" – 4:01
7. "Why Bother?" – 2:55
8. "Life" – 3:09
9. "No Truth" – 4:30

### 2002: Genudgivelse
I 2002 genudgav EMG Entertainment Piece of Time. Oprindeligt skulle EMG Entertainment have genudgivet alle tre Atheist albums, men Kelly Shaefer annullerede denne aftale efter Piece of Time var udkommet på ny. Udgivelsen var blevet digitalt kvalitetsforbedret, og indeholdt seks følgende bonusspor:
On They Slay demo
1. "Undefiled Wisdom" – 4:30
2. "Brain Damage" – 4:50
3. "On They Slay" – 4:06

Hell Hath No Mercy demo
1. "Hell Hath No Mercy" – 2:59
2. "Choose Your Death" – 3:18
3. "No Truth" – 4:11

### 2005: Genudgivelse
I 2005 genudgav Relapse Records Piece of Time denne gang sammen med resten af Atheists katalog. Disse udgivelser var også blevet digitalt kvalitetsforbedret og indeholder ni bonusspor:
Beyond demo
1. "No Truth" – 3:34
2. "On They Slay" – 3:34
3. "Choose Your Death" – 3:04
4. "Brain Damage" – 4:10
5. "Beyond" – 2:53

Hell Hath No Mercy demo
1. ""Hell Hath No Mercy" – 2:59

On They Slay demo
1. "On They Slay" – 4:06
2. "Brain Damage" – 4:50
3. "Undefiled Wisdom" – 4:30

| Musik | Spire Denne musikartikel er en spire som bør udbygges. Du er velkommen til at hjælpe Wikipedia ved at udvide den. |